# Кубок Вірменії з футболу 2006
Кубок Вірменії з футболу 2006 — 15-й розіграш кубкового футбольного турніру у Вірменії. Володарем кубка вп'яте стала Міка.

## Перший раунд
Перші матчі відбулися 25-26 березня, а матчі-відповіді — 1 і 2 квітня 2006 року.
| Команда 1         | Заг. | Команда 2    | 1-й матч | 2-й матч |
| ----------------- | ---- | ------------ | -------- | -------- |
| Гандзасар (Капан) | 7:1  | Міка-2 (2)   | 3:1      | 4:0      |
| Пюнік-2 (2)       | 1:3  | Бананц-2 (2) | 1:0      | 0:3      |
| Арарат            | 7:1  | Арарат-2 (2) | 4:0      | 3:1      |
| Ширак             | 2:1  | Ай Арі (2)   | 0:1      | 2:0      |

## Чвертьфінали
Перші матчі відбулися 5-6 квітня, а матчі-відповіді — 9-10 квітня 2006 року.
| Команда 1         | Заг.            | Команда 2    | 1-й матч | 2-й матч |
| ----------------- | --------------- | ------------ | -------- | -------- |
| Гандзасар (Капан) | 1:3             | Міка         | 1:0      | 0:3      |
| Кілікія           | 2:2 дч пен. 4:3 | Бананц-2 (2) | 1:1      | 1:1      |
| Пюнік             | 2:2 дч пен. 6:5 | Арарат       | 1:1      | 1:1      |
| Ширак             | 1:2             | Бананц       | 0:0      | 1:2      |

## Півфінали
Перші матчі відбулися 19 квітня, а матчі-відповіді — 26 квітня 2006 року.
| Команда 1 | Заг.    | Команда 2 | 1-й матч | 2-й матч |
| --------- | ------- | --------- | -------- | -------- |
| Міка      | 4:0     | Ширак     | 3:0      | 1:0      |
| Пюнік     | 2:2 (ч) | Бананц    | 1:0      | 1:2      |

## Фінал
| 9 травня 2006 |

| Міка           | 1:0 | Пюнік |
| -------------- | --- | ----- |
| Шахгельдян 24' |     |       |

| Республіканський стадіон імені Вазгена Саркісяна, Єреван Глядачів: 1 400 Арбітр: Карен Налбандян |